# Knights of Asheville
Knights of Asheville is een livealbum van Tangerine Dream. Het is opgenomen tijdens het concert van die band op 28 oktober 2011 in het Thomas Wolfe Auditorium te Asheville, North Carolina. Het concert vormde een deel van het muziekfestival Moogfest, gewijd aan elektronische muziek ter nagedachternis aan Robert Moog en zijn Moog. Tangerine Dream was in hun vroege jaren (jaren 60 en 70) een flinke promotor van de moog. De muziek van Knights of Asheville bestaat dan ook uit een mengeling van Tangerine Dreams muziek van de 21e eeuw en van die beginjaren.   

## Musici
- Edgar Froese – toetsinstrumenten, gitaar
- Linda Spa – saxofoon, dwarsfluit, toetsinstrumenten
- Iris Camaa – elektronisch slagwerk en percussie
- Thorsten Quaeschning – toetsinstrumenten
- Bernhard Beibl – gitaar
- Hoshiko Yamane – elektrisch viool

## Muziek
| Nr. | Titel                       | Duur |
| --- | --------------------------- | ---- |
| 1.  | Marmontel rising on a clef  |      |
| 2.  | Hoël Dhat the alchemist     |      |
| 3.  | Serpent magique             |      |
| 4.  | Carmel Calif                |      |
| 5.  | Sunshift (Moonmother’s mix) |      |
| 6.  | Living in eternity          |      |
| 7.  | Asheville sunrise           |      |
| 8.  | Restless mind               |      |
| 9.  | One night in space          |      |

| Nr. | Titel                                  | Duur |
| --- | -------------------------------------- | ---- |
| 1.  | Hunter shot by a yellow rabbit         |      |
| 2.  | The evening before Easter              |      |
| 3.  | Dream phantom of the common man        |      |
| 4.  | Long Island sunset                     |      |
| 5.  | Stratosfear ‘95                        |      |
| 6.  | Cloudburst flight 2008 (toegift)       |      |
| 7.  | Darkness veiling the night (toegift)   |      |
| 8.  | View form a distant star (bonusnummer) |      |